# Tadeusz Herfurt

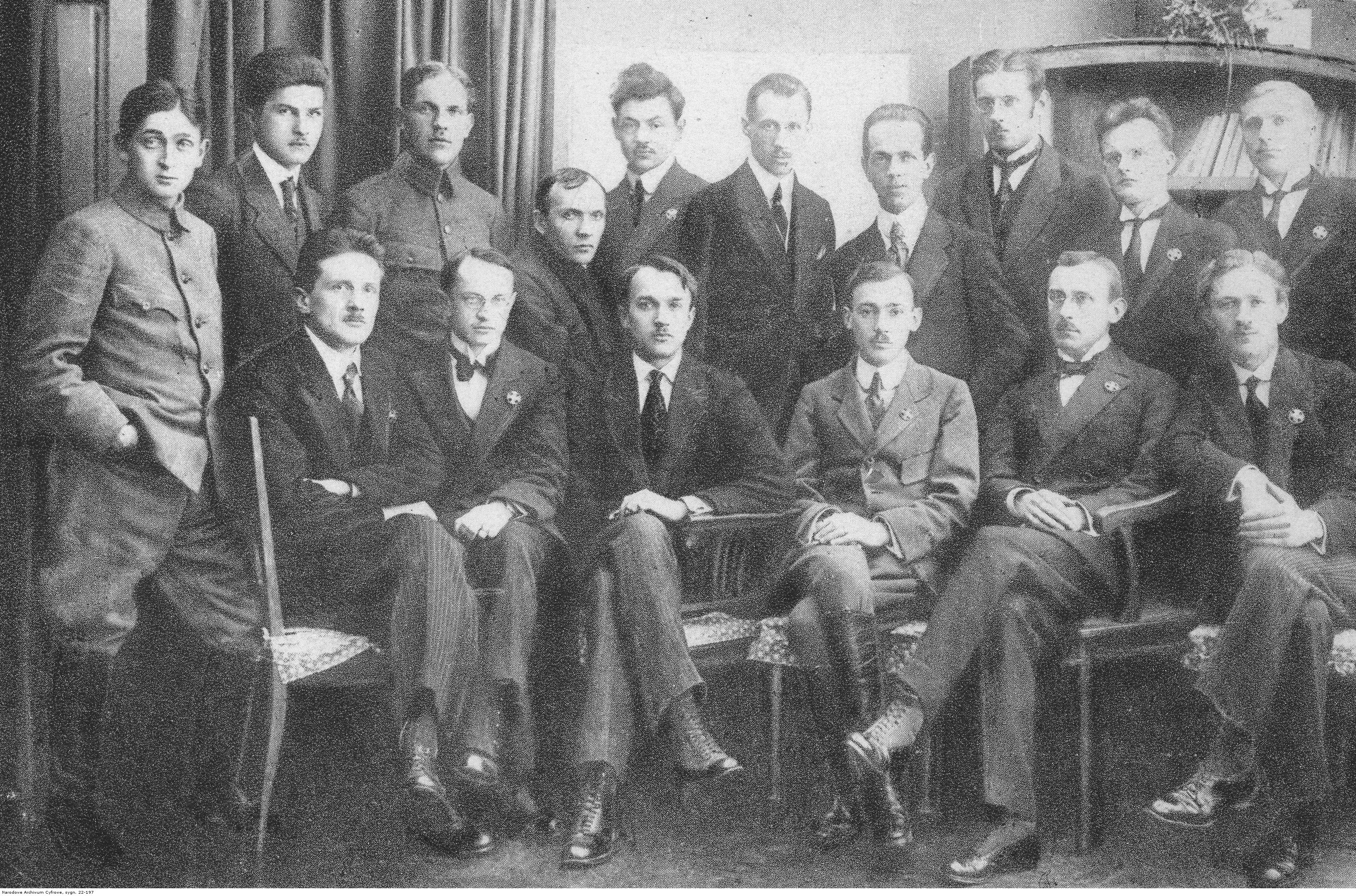
Komendanci okręgów POW. Siedzą od lewej: J. Opieliński, K. Libicki, kom. nacz. T. Kasprzycki, W. Jędrzejewicz, J. Jur-Gorzechowski, T. Herfurt. Stoją od lewej: K. Krzewski, J. Gaładyk, W. Vorbrodt, W. Gołębiowski, Tadeusz Hołówko, B. Miedziński, J. Gąsiorowski, S. Hempel, K. Wądołkowski, M. Malicki.

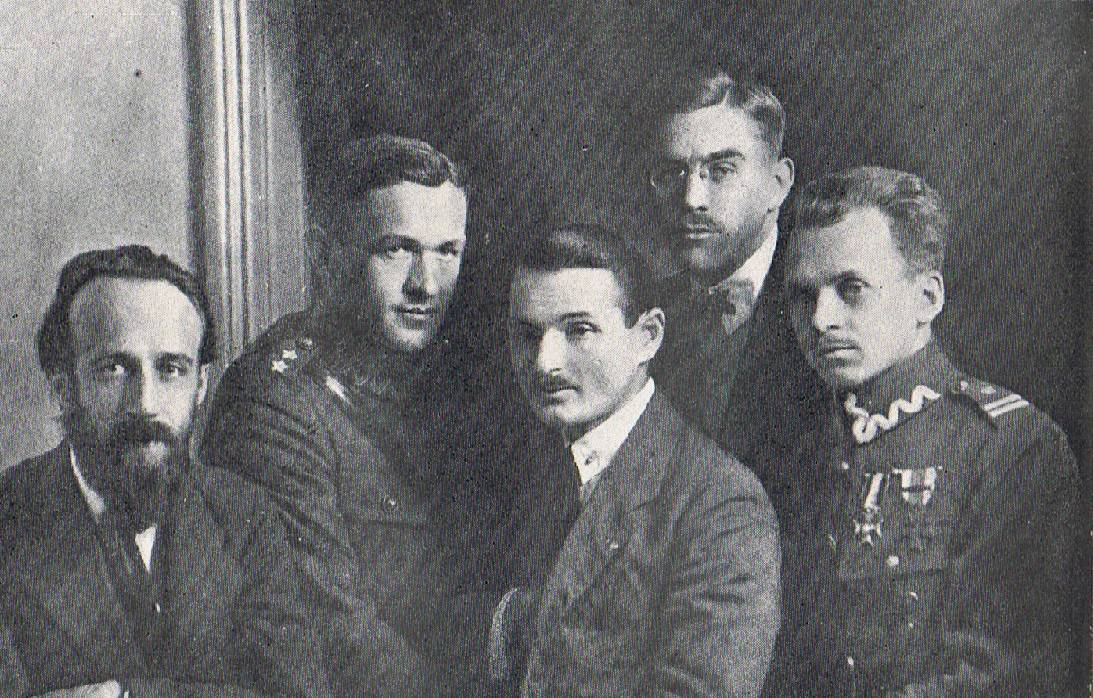
Członkowie Centralnego Oddziału Lotnego. Od lewej: Tadeusz Szturm de Sztrem, Tadeusz Herfurt, Józef Kobiałko, Kazimierz Bagiński, Marian Zyndram-Kościałkowski

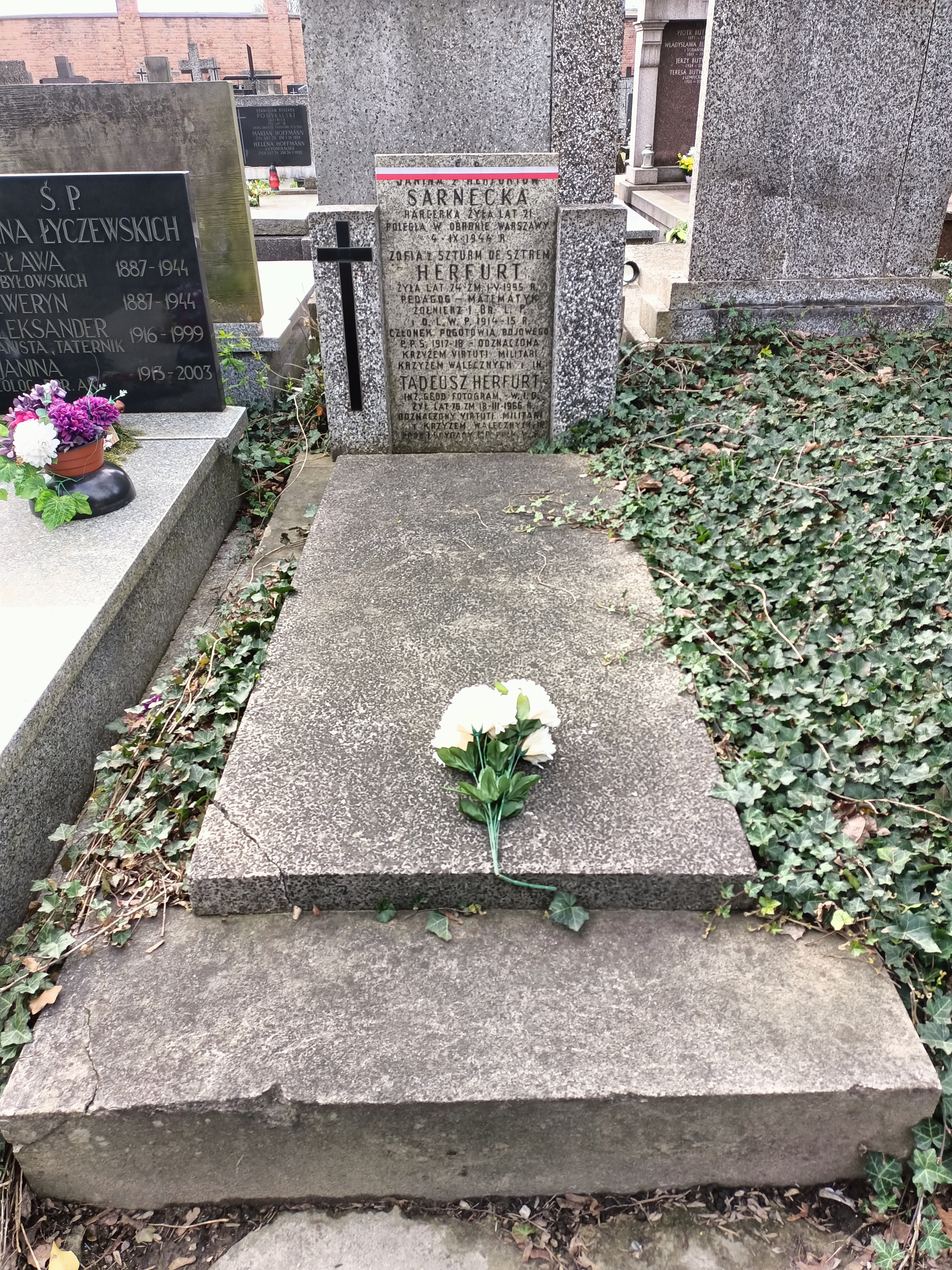
Grób Tadeusza Herfurta na Cmentarzu Powązkowskim w Warszawie

Tadeusz Jan Herfurt, ps. „Armak”, „Jan”, „obywatel Janicki” (ur. 9 lipca 1890 w Szydłowcu, zm. 18 marca 1966) – podpułkownik geograf Wojska Polskiego, działacz niepodległościowy, kawaler Orderu Virtuti Militari.

## Życiorys
Urodził się 9 lipca 1890 w Szydłowcu, w rodzinie Jana Nepomucena (zm. 1933), kierownika browaru, i Kazimiery z domu Hejse (zm. 1945). Po ojcu był poddanym monarchii austro-węgierskiej. W 1900 rozpoczął naukę w klasie wstępnej II Gimnazjum w Warszawie.
Był członkiem PPS i Lotnego Oddziału Wojsk Polskich oraz komendantem Okręgu VI POW w Kielcach (od 21 X 1916 r.). Od IV 1918 r. pełnił funkcję instruktora Pogotowia Bojowego PPS w Okręgu Warszawskim.
W dwudziestoleciu międzywojennym był oficerem Wojskowego Instytutu Geograficznego, w którym między innymi zajmował stanowisko kierownika Samodzielnego Referatu Fotogrametrycznego. 13 lutego 1930 r. został jednym z założycieli i członkiem Zarządu Polskiego Towarzystwa Fotogrametrycznego. Rok później, w Wiedniu, na spotkaniu międzykongresowym delegatów krajowych TF wybrany został członkiem Komisji V, zajmującej się sprawami wykształcenia i szkolenia. 3 maja 1922 został zweryfikowany w stopniu kapitana ze starszeństwem od 1 czerwca 1919 i 24. lokatą w korpusie oficerów geografów. 18 lutego 1928 prezydent RP nadał mu z dniem 1 stycznia 1928 stopień majora w korpusie oficerów geografów i 5. lokatą. 27 czerwca 1935 prezydent RP nadał mu stopień podpułkownika z dniem 1 stycznia 1935 i 1. lokatą w korpusie oficerów geografów.
Zmarł 18 marca 1966. Został pochowany na cmentarzu Powązkowskim w Warszawie (kwatera 257c-3-9).

### Życie prywatne
Był żonaty z Zofią ze Szturm de Sztremów (1891–1965), siostrą Edwarda i Tadeusza, nauczycielką, członkinią POW, odznaczoną Krzyżem Srebrnym Orderu Virtuti Militari, Krzyżem Niepodległości z Mieczami i Krzyżem Walecznych, z którą miał dwie córki: Hannę (1917–2007), lekarza, i Janinę (ur. 25 grudnia 1922).
Młodsza córka Tadeusza i Zofii – Janina Sarnecka ps. „Janeczka” (1922–1944), łączniczka kompanii „Anna” batalionu „Gustaw”, zmarła w czasie powstania warszawskiego, w następstwie odniesionych ran ewentualnie ranna, zginęła w czasie bombardowania szpitala. Starsza córka – Hanna była pierwszą żoną Michała Sumińskiego, a po II wojnie światowej wyszła powtórnie za mąż, za Wacława Gerwela, ps. „Topór” (1912–1976).

## Ordery i odznaczenia
- Krzyż Srebrny Orderu Wojskowego Virtuti Militari nr 7557 – 17 maja 1922[19][20][17]
- Krzyż Niepodległości z Mieczami – 20 stycznia 1931 „za pracę w dziele odzyskania niepodległości”[21][1][22][23]
- Krzyż Kawalerski Orderu Odrodzenia Polski – 10 listopada 1928 „za zasługi na polu pracy niepodległościowej i kartografji wojskowej”[24][3][23]
- Krzyż Walecznych trzykrotnie[23] – 1922 za działalność w POW[25]
- Krzyż Zasługi Wojsk Litwy Środkowej – 3 marca 1926[26][27][23]
- Medal Pamiątkowy za Wojnę 1918–1921 – 1928[2][23]
- Medal Dziesięciolecia Odzyskanej Niepodległości – 1928[2][23]
- Odznaka „Za wierną służbę”[23]
- Znak naukowy absolwentów Oficerskiej Szkoły Topografów[28]